# Núcleo Megalítico do Mezio

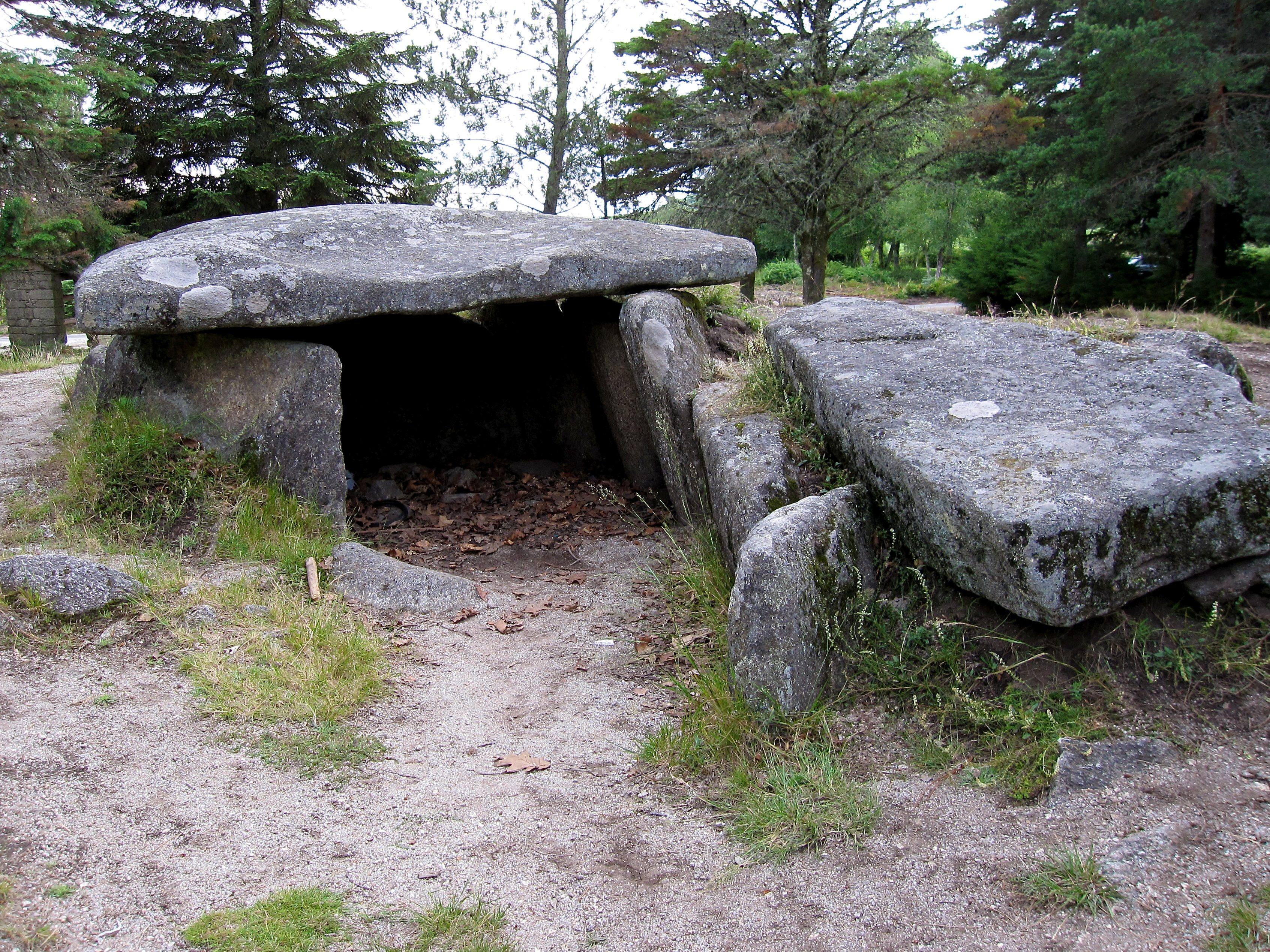
Uma das "antas".

O Núcleo Megalítico do Mezio, ou Antas da Serra do Soajo, é uma área arqueológica integrada nas freguesias de Cabana Maior e Soajo do município de Arcos de Valdevez. É constituído por um conjunto de 11 mamoas distribuídas por uma chã planáltica com cerca de 1 Km de extensão, a 650 metros de altitude, entre os montes do Guidão e do Gião. Dos 11 monumentos, 8 são mamoas com tumulus e estrutura dolménica.
As Antas da Serra do Soajo estão classificadas como Monumento Nacional desde 1910.

## Mamoas 5 e 6
Do sub-conjunto das 8 mamoas, as Mamoas 5 e 6 encontram-se na tipologia “clássica” do monumento megalítico sob mamoa. A tipologia do elemento dolménico da Mamoa 6 é integrável nos monumentos de tipo simples, de câmara poligonal, com uma pequena abertura frontal ao esteio da cabeceira, composta por um pequeno vestíbulo, originalmente formado por duas pequenas lages graníticas laterais e uma terceira a fechar frontalmente o espaço. A cronologia da construção desta mamoa é estima-se que esteja situada na segunda metade do V milénio a.C. Contudo, do material lítico exumado aquando da última intervenção liderada pelo arqueólogo Nuno Miguel Soares, entre 1996 e 2000, e ao abrigo de um projecto inovador de preservação patrimonial financiado conjuntamente pelo Município de Arcos de Valdevez e pelo FEDER, pode indiciar um momento de ocupação do sepulcro próximo da segunda metade do III milénio a.C.